# Caterina Bosetti
Caterina Bosetti (Busto Arsizio, 2 febbraio 1994) è una pallavolista italiana, schiacciatrice del Savino Del Bene.

## Biografia
Figlia di Giuseppe Bosetti, allenatore di pallavolo, il quale ha guidato anche la nazionale italiana, e di Franca Bardelli, anch'ella pallavolista con 93 presenze all'attivo in nazionale. Le due sorelle, Lucia e Chiara, sono ex pallavoliste.

## Carriera

### Club
La carriera di Caterina Bosetti inizia nel 2007 nelle giovanili dell'Amatori Orago. Poco dopo l'inizio della stagione 2009-10, nel mese di novembre, viene ingaggiata dal Villa Cortese, neopromossa in Serie A1, facendo il suo esordio nella massima divisione italiana contro l'Asystel a 15 anni: con la squadra lombarda vince due Coppe Italia.
Per la stagione 2013-14 si trasferisce in Brasile dopo aver firmato per l'Osasco, militante nella Superliga Série A e con cui vince sia il Campionato Paulista che la coppa nazionale. Nell'annata 2014-15 veste la maglia del club turco del Galatasaray, in Voleybol 1. Ligi.
Rientra in Italia nella stagione 2015-16 per difendere i colori dell'AGIL di Novara, in Serie A1. Per il campionato 2016-17 passa al River di Piacenza, mentre in quello 2018-19 si accasa al Casalmaggiore. Nella stagione 2020-21 torna nuovamente all'AGIL, sempre in Serie A1, con cui si aggiudica una WEVZA Cup e una Challenge Cup; dopo un quadriennio con le piemontesi, nel campionato 2024-25 è nuovamente di scena nella massima divisione turca, questa volta con il VakıfBank, vincendo lo scudetto.
Nella stagione successiva viene acquistata dalla Savino Del Bene, in Serie A1.

### Nazionale
Dal 2008 al 2011 ottiene le convocazioni nella nazionale italiana under 18, con cui conquista la medaglia d'argento al campionato europeo 2011. Nel 2010 è in quella under 19, vincendo l'oro al campionato europeo, dove viene premiata anche come miglior giocatrice. Dal 2011 al 2013 fa parte della nazionale under 20: si aggiudica la medaglia d'oro al campionato mondiale 2011, eletta, anche in questo caso, come MVP.
Ottiene le prime convocazioni nella nazionale maggiore nel 2011, conseguendo nello stesso anno la vittoria della Coppa del Mondo. Nel 2017 conquista la medaglia d'argento al World Grand Prix 2017 e nel 2022 quella d'oro alla Volleyball Nations League e quella di bronzo al campionato mondiale. Nel 2024 bissa l'oro alla Volleyball Nations League e mette al collo lo stesso metallo ai Giochi della XXXIII Olimpiade di Parigi.

## Palmarès

### Club
- Campionato turco: 1

2024-25
- Coppa Italia: 2

2009-10, 2010-11
- Coppa del Brasile: 1

2014
- Campionato Paulista: 1

2013
- Challenge Cup: 1

2023-24
- WEVZA Cup: 1

2023

### Nazionale (competizioni minori)
- Campionato europeo under 19 2010
- Campionato europeo under 18 2011
- Campionato mondiale under 20 2011

### Premi individuali
- 2010 - Campionato europeo under 19: MVP
- 2011 - Campionato europeo under 18: Miglior ricezione
- 2011 - Campionato mondiale under 20: Miglior schiacciatrice
- 2011 - Campionato mondiale under 20: MVP
- 2012 - Supercoppa italiana: MVP
- 2022 - Volleyball Nations League: Miglior schiacciatrice